# Sakura (Tochigi)
Sakura (さくら Sakura-shi ? ) é uma cidade localizada na província Tochigi , no Japão.
A cidade foi criada em 28 de marco de 2005 com a fusão das cidades de Kitsuregawa e Ujiie , ambos do Distrito Shioya . É uma cidade hiragana.